# 歐芹
歐芹，別稱香芹、巴西利、巴西里、洋香菜、洋芫荽、番芫荽、荷蘭芹，是伞形科欧芹属的二年生草本植物，原产地中海沿岸，為常見蔬菜和香草，具有清爽的香味和鲜綠色。古罗马时代起用于烹调，也是世界上用的最广的一种香草。对地质和气候的适应性高，栽培也容易，故世界各地都有栽培，但对乾燥的适应性差。

## 种类
皱叶（Curly parsley）和非皱叶的两种。前者是一般的香芹或一些烹飪節目所叫的荷蘭香芹，後者是意大利香芹。

## 形态

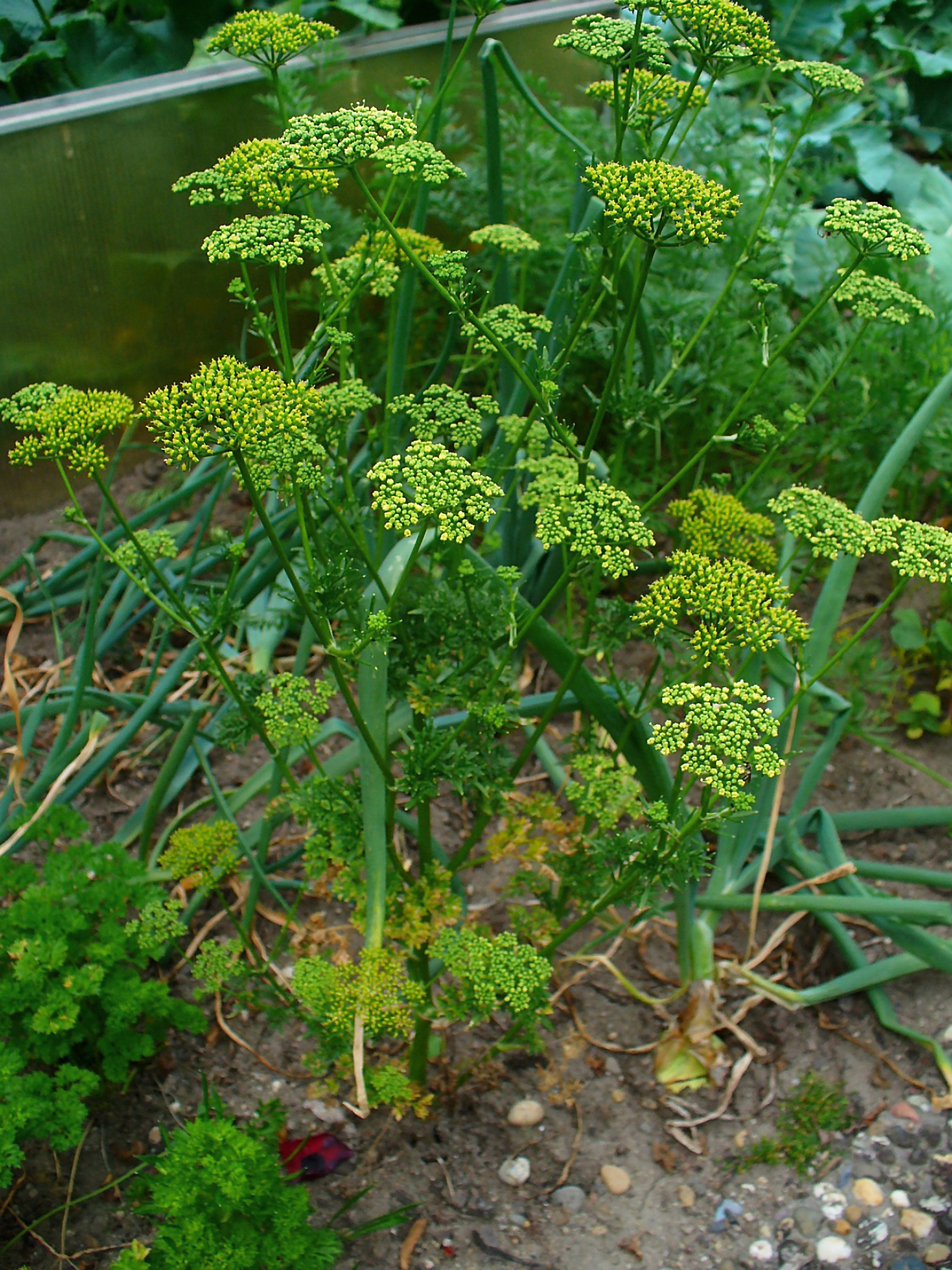
植株
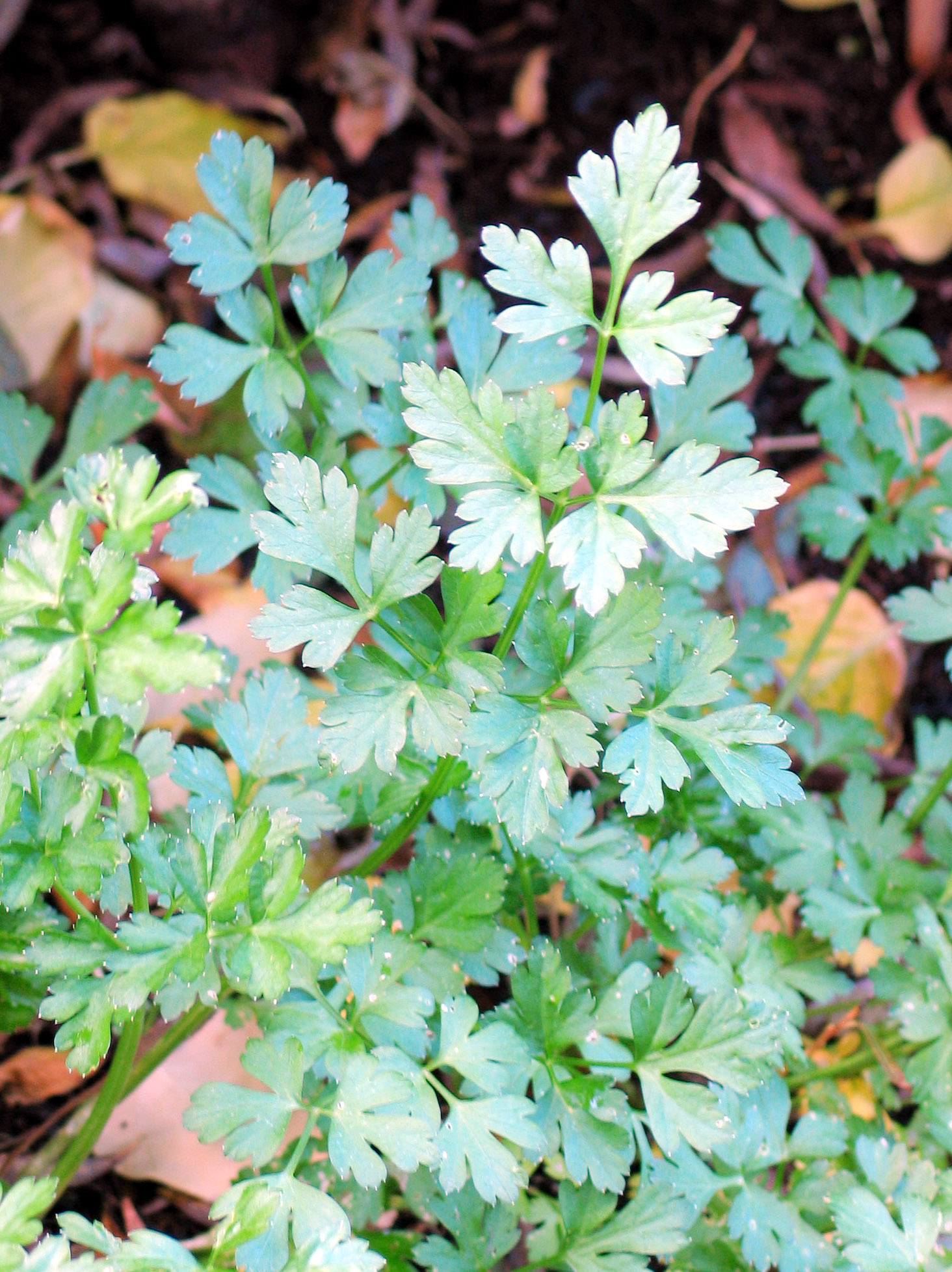
平葉
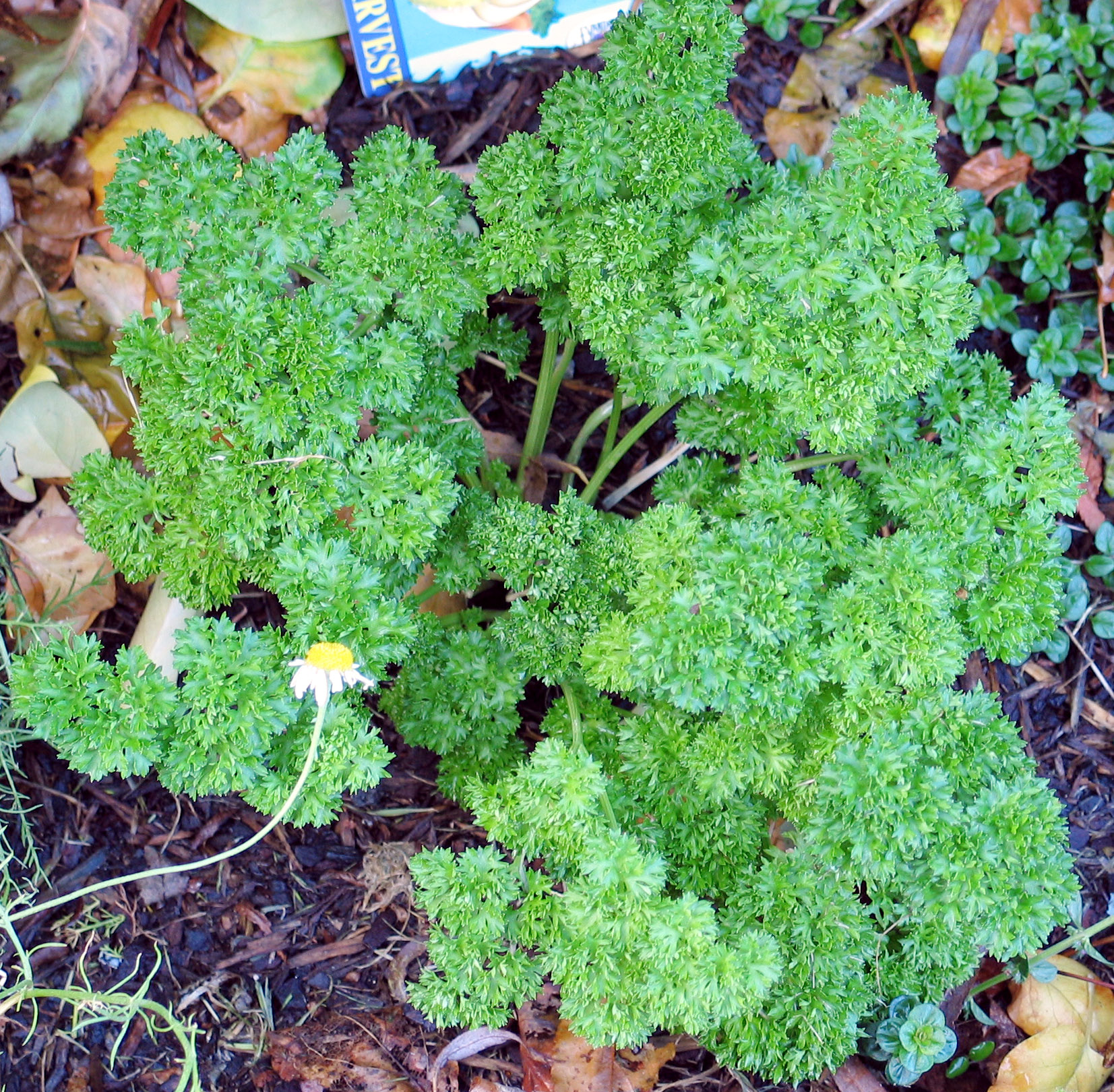
皺葉
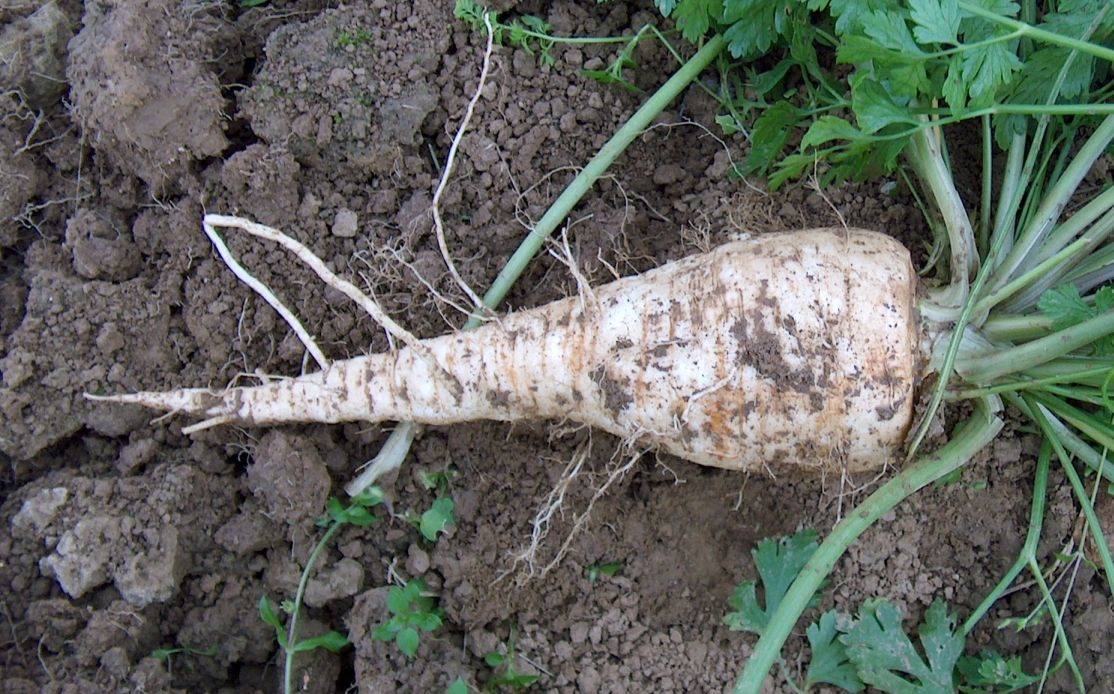
根
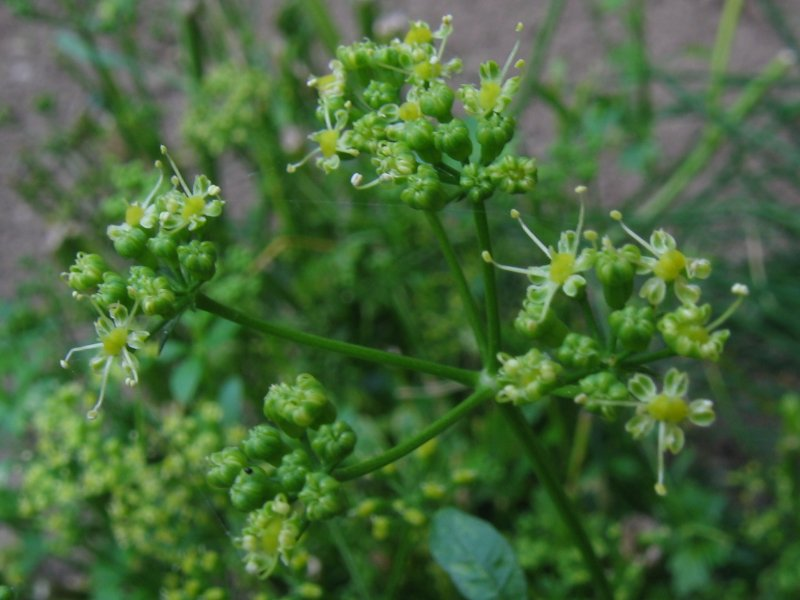
花序
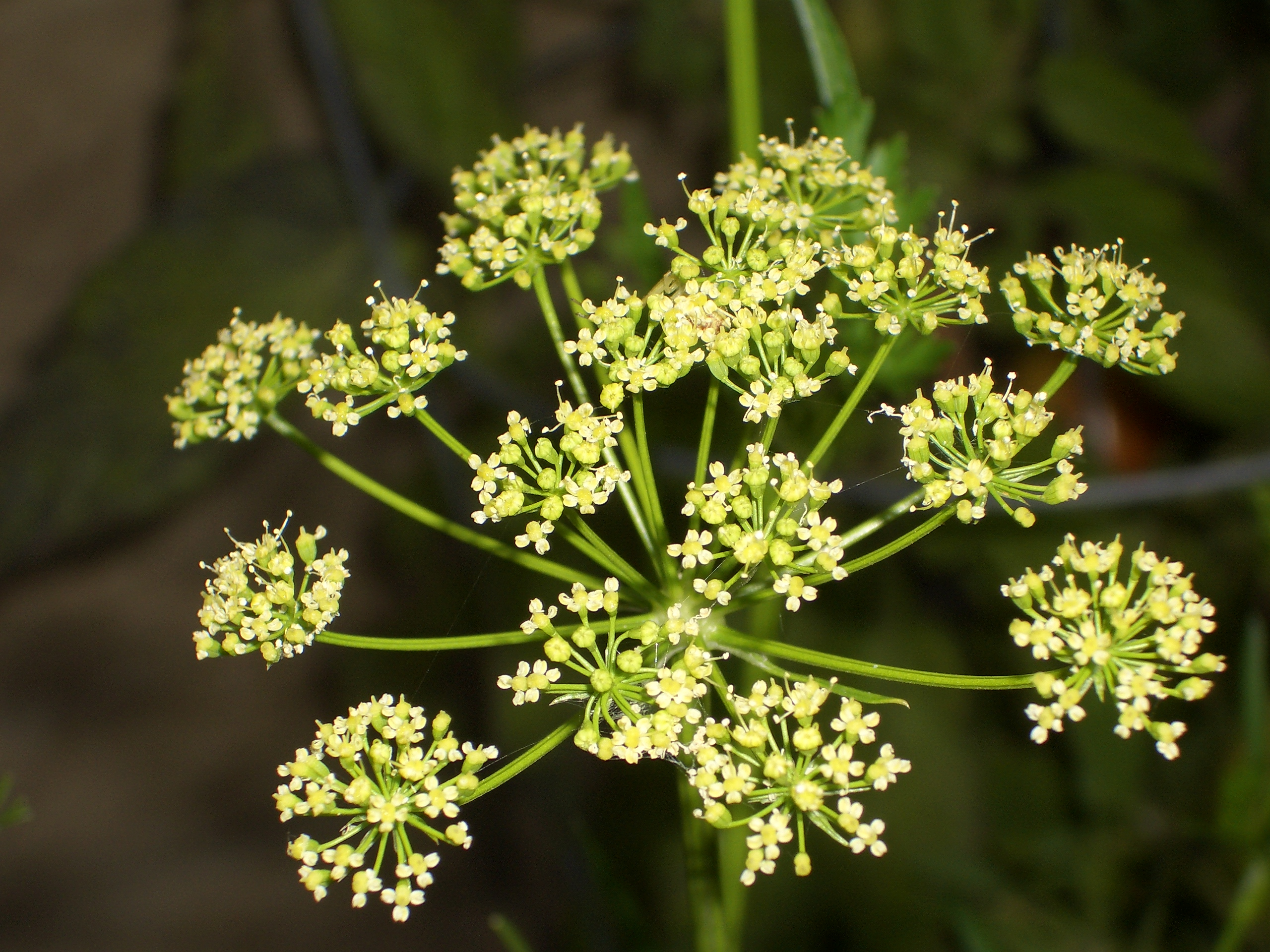
花
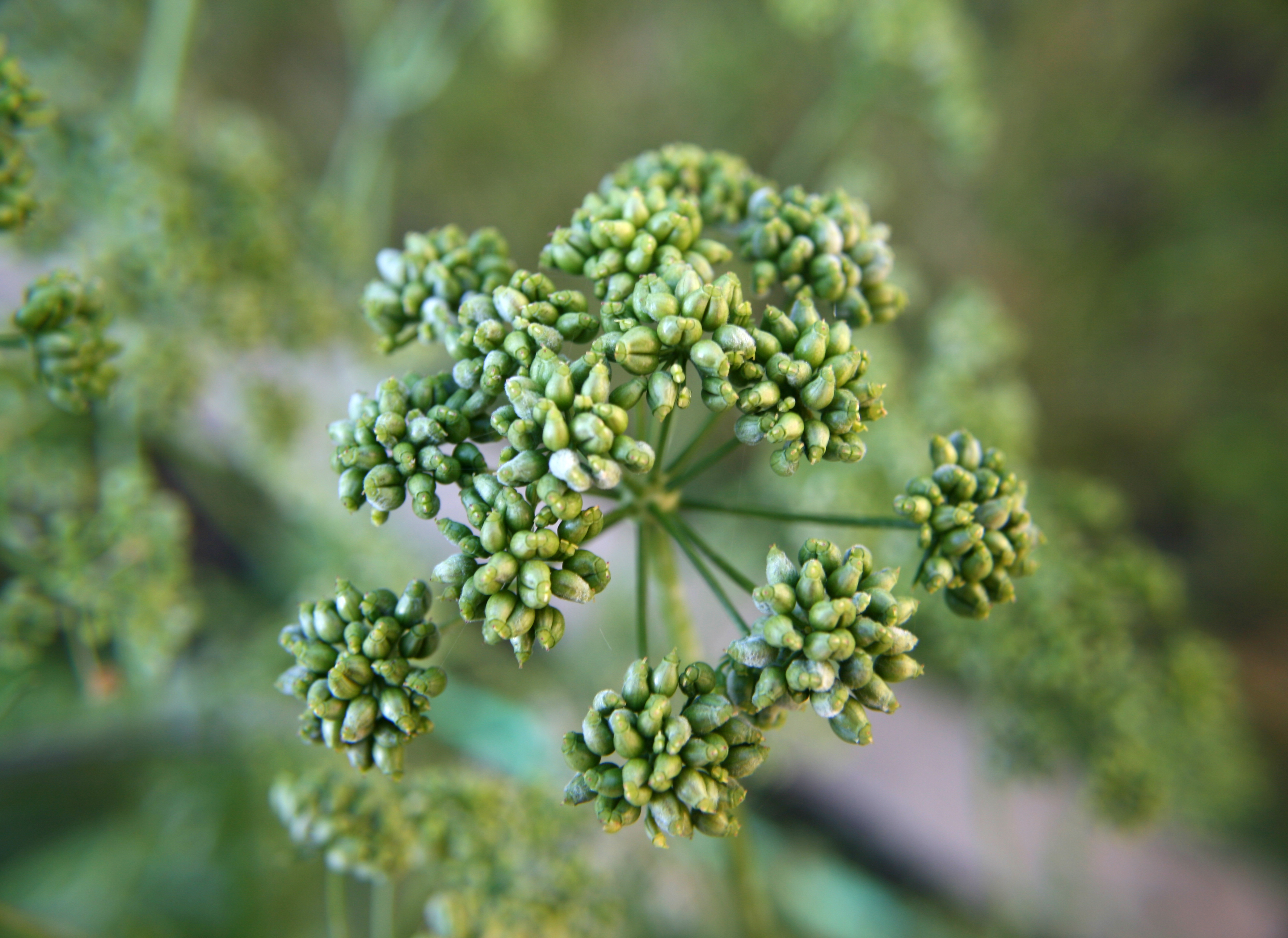
未成熟果實
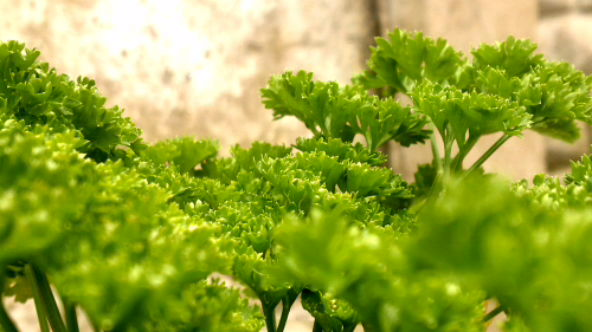
皺葉

## 用途・效果

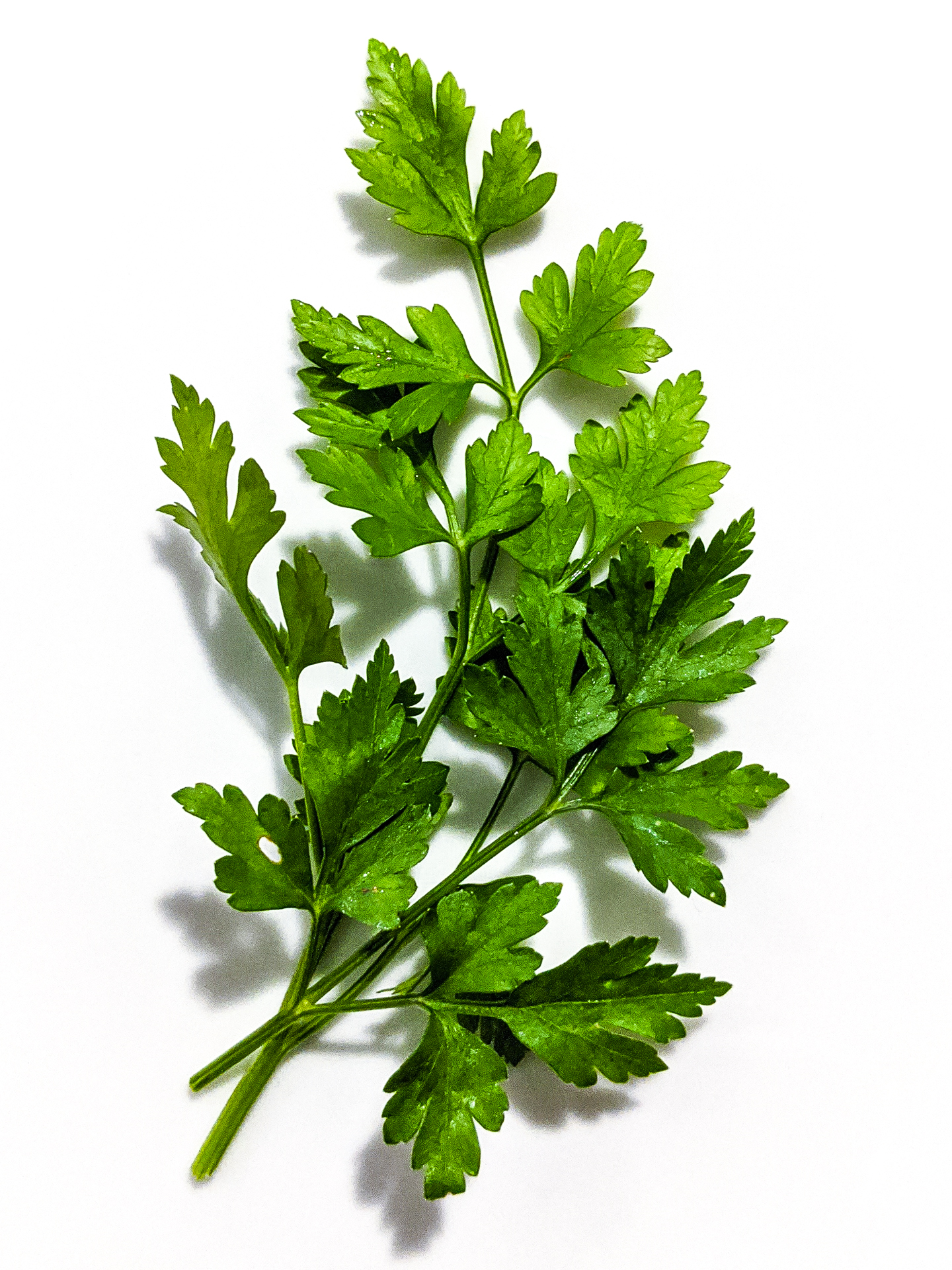
一株歐芹莖

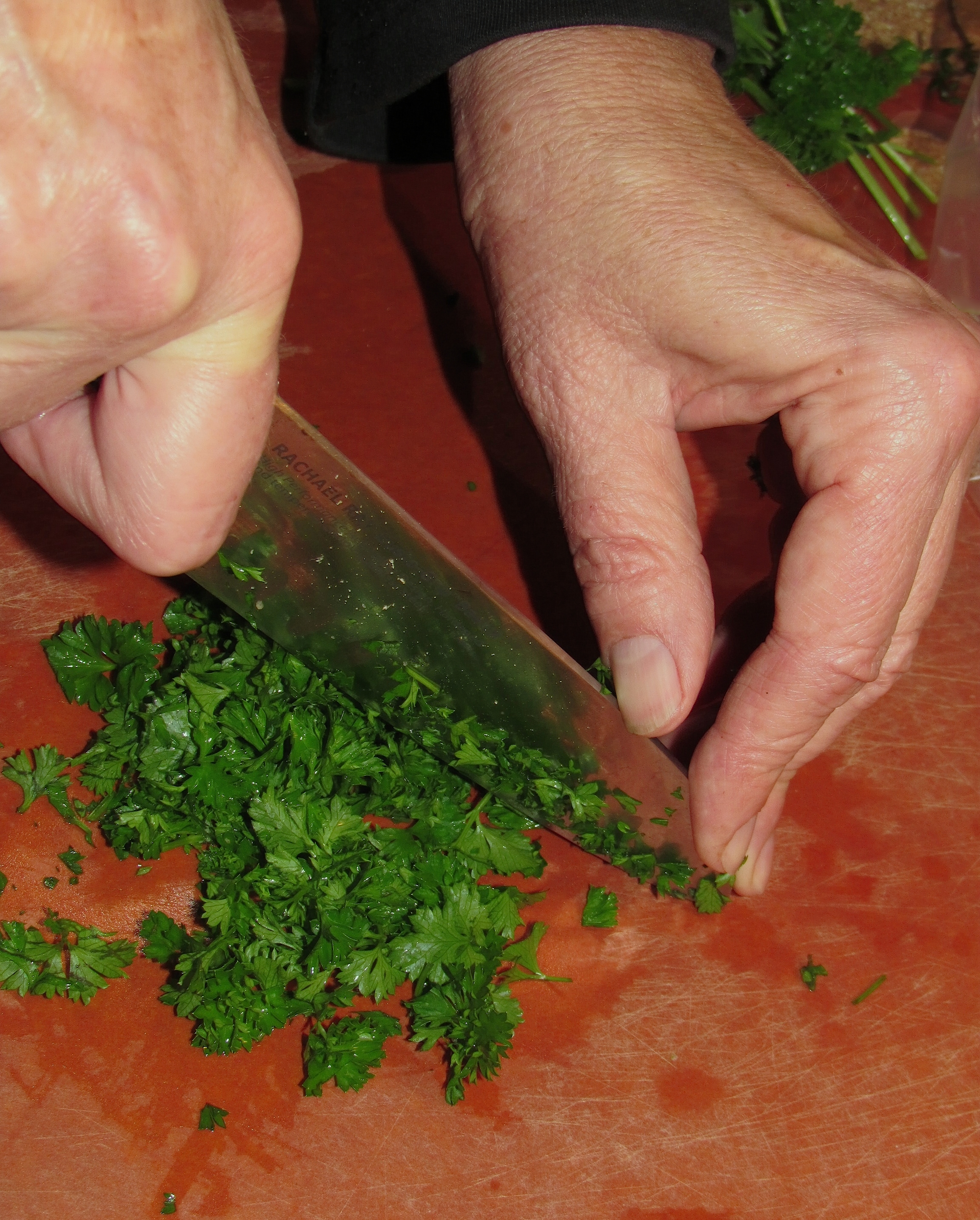
碎香芹末
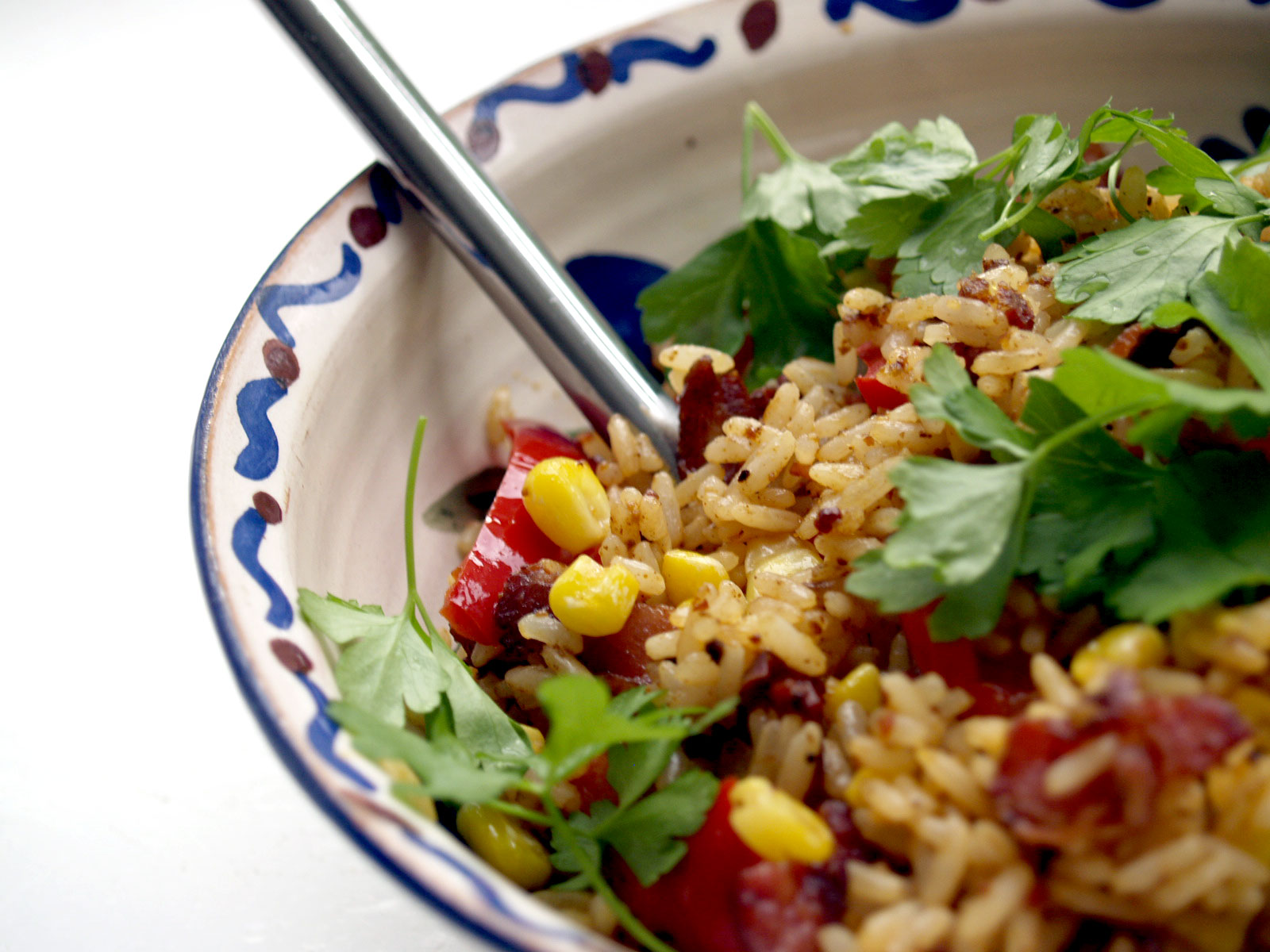
培根炒飯灑上碎香芹

## 营养
营养价值较高，含有维生素A （β-胡萝卜素）、维生素B1、维生素B2、维生素C 等多种维生素、钙质、镁质、铁等灰分和食物纤维、叶绿素等，这些营养素含量在蔬菜中属前列。